# Lokal socjalny

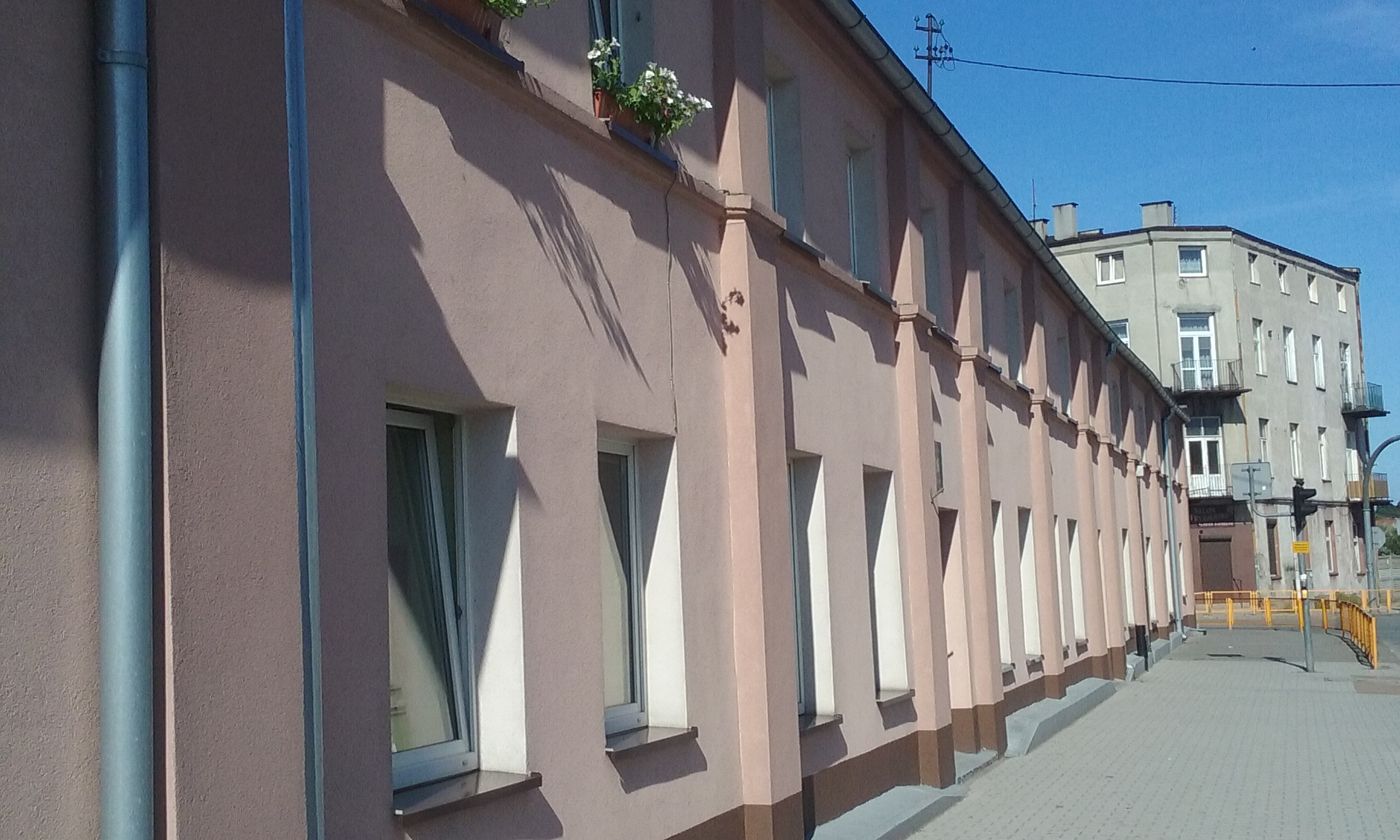
Domy mieszkalne z lokalami socjalnymi Tomaszowskiego Towarzystwa Budownictwa Społecznego

Lokal socjalny – lokal przeznaczony dla osób bezdomnych lub niemogących utrzymać mieszkania samodzielnie z powodu ubóstwa, będący przedmiotem umowy najmu socjalnego.
W Polsce pojęcie i zasady zawierania umowy najmu socjalnego reguluje ustawa z dnia 21 czerwca 2001 roku o ochronie praw lokatorów, mieszkaniowym zasobie gminy i o zmianie Kodeksu cywilnego. Art. 22 tej ustawy definiuje przedmiot umowy najmu socjalnego jako lokal nadający się do zamieszkania ze względu na wyposażenie i stan techniczny. Może on mieć niższy standard. Obowiązek zawarcia umowy najmu socjalnego spoczywa na gminie.
Lokal będący przedmiotem umowy najmu socjalnego powinien mieć łączną powierzchnię pokojów co najmniej 10 m², jeżeli ma być zamieszkiwany przez jedną osobę. Dla kilku osób łączna powierzchnia pokojów powinna wynosić co najmniej 5 m² na osobę.
W wyroku eksmisyjnym sąd orzeka o prawie do zawarcia umowy najmu socjalnego, kierując się przesłankami art. 14 ustawy. Do czasu zawarcia tej umowy nie można dokonać eksmisji z dotychczasowego lokalu.
Szczegółowe regulacje dotyczące umowy najmu socjalnego zawiera rozdział 4 przedmiotowej ustawy (art. 22, 23 i 25).